# Joe Zawinul

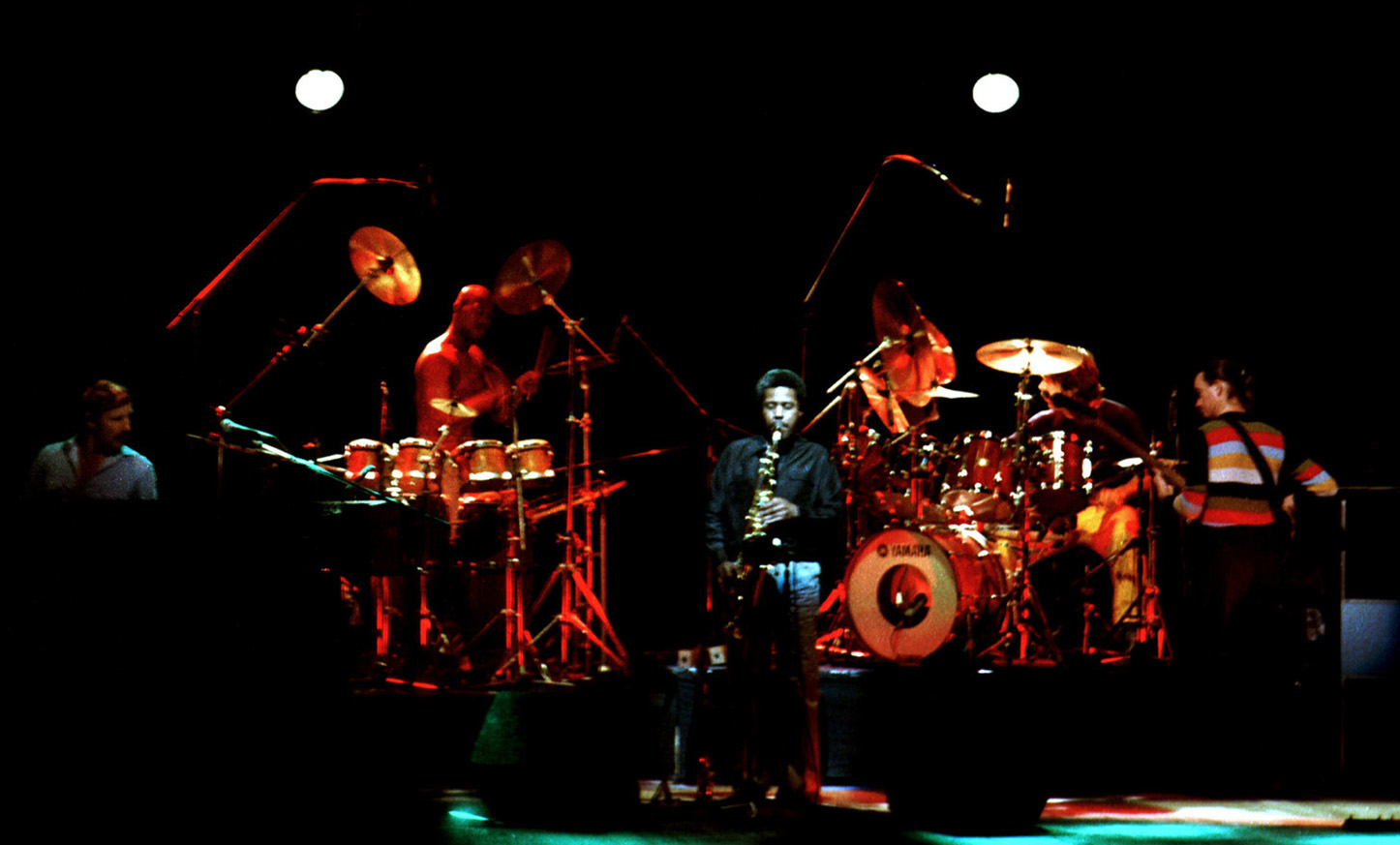
Weather Report, Tokio 1981

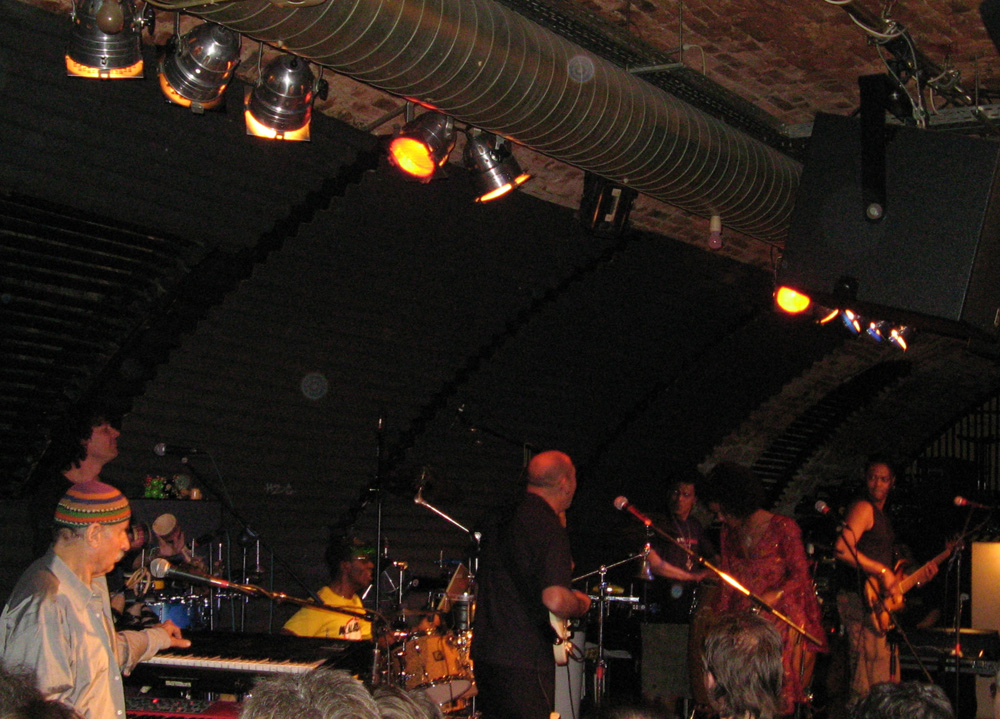
Zawinul Syndicate, Fryburg Bryzgowijski 2007

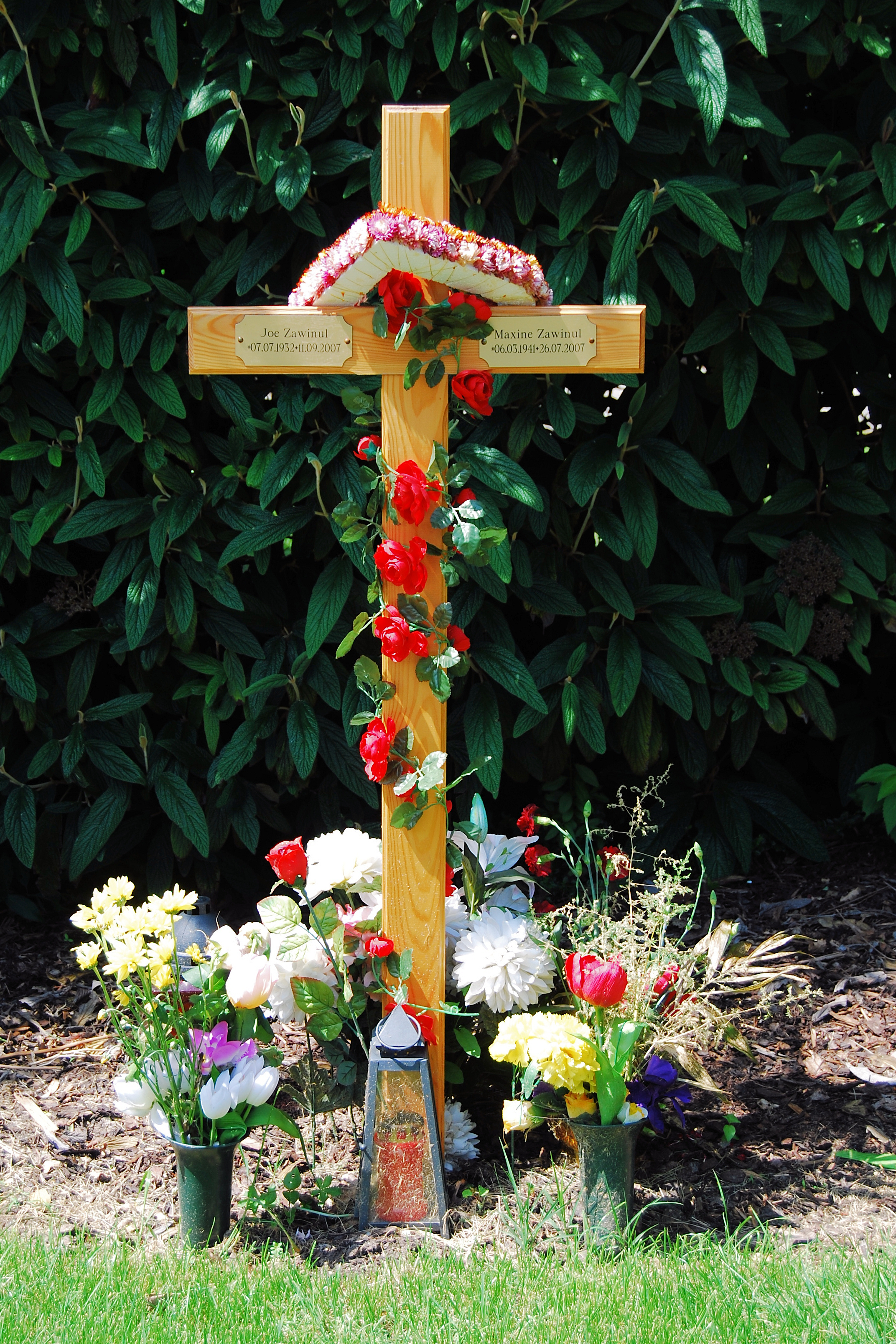
Grób Maxine i Joego Zawinulów na Wiener Zentralfriedhof, 2008

Josef Erich Zawinul (ur. 7 lipca 1932 w Wiedniu, zm. 11 września 2007 tamże) – austriacki pianista jazzowy i kompozytor.
Był jednym z pionierów gatunku jazz fusion obok takich artystów jak Chick Corea, Herbie Hancock, John McLaughlin, czy Miles Davis. Najlepiej znany jako założyciel zespołu Weather Report, utworzonego przy udziale Miroslava Vitouša i Wayne'a Shortera, z którymi wcześniej nagrał dwa albumy w studyjnym zespole Davisa. Pod koniec kariery prowadził zespół Zawinul Syndicate.

## Życiorys
Zawinul urodził się w Wiedniu. Obok Corei i Hancocka był jednym z pierwszych muzyków, którzy zaczęli używać fortepianów elektrycznych i wczesnych syntezatorów, jak np. zastosowanie syntezatora ARP 2600 w utworze Sweetnighter (1973). Również jako jeden z pierwszych użył fortepianu Fender Rhodes z modulacją fazową i pedałem wah-wah.
Jego kreatywność i przywiązanie do szczegółów sprawiło, że jego gra była bardzo nowoczesna. Na płytach Mysterious Traveller i Mr. Gone grał także na kalimbie.
Otrzymał klasyczne wykształcenie muzyczne w Konserwatorium Wiedeńskim. Zanim wyemigrował do USA w 1959, grał już w różnych zespołach. Po przyjeździe do USA grał z Maynardem Fergusonem i Diną Washington, po czym przyłączył się do kwintetu Cannonballa Adderleya w 1961. W okresie gry u Adderleya, Zawinul napisał utwory takie jak Mercy, Mercy, Mercy, Walk Tall czy Country Preacher – ten ostatni w hołdzie dla lidera amerykańskiego ruchu praw obywatelskich, pastora Jesse'ego Jacksona. W tym nagraniu, które ukazało się na albumie z 1969, Zawinul-Austriak pokazał prawdziwe, osobiste zrozumienie dla afroamerykańskiego konceptu cool. Kiedy zadebiutował podczas sesji nagrań na żywo w Chicago dla organizacji Jacksona – Operation Breadbasket, został nagrodzony pełnymi entuzjazmu okrzykami świadczącymi o natychmiastowym uznaniu dla jego gry ze strony głównie publiczności afroamerykańskiej.
Pod koniec lat 60. Zawinul nagrywał wraz z zespołem studyjnym Milesa Davisa i pomógł w stworzeniu nowej konwencji w jazzie – muzyki fusion. Zagrał m.in. na albumie In a Silent Way, do którego napisał utwór tytułowy, oraz na Bitches Brew, do którego napisał dwudziestominutowy Pharaoh's Dance, który zajął całą pierwszą stronę płyty. Zawinul zagrał z Davisem na żywo tylko raz, 10 lipca 1991, tuż przed śmiercią trębacza.
Największym komercyjnym sukcesem Zawinula była jego kompozycja Birdland, 6-minutowe opus magnum, które ukazało się na albumie grupy Weather Report – Heavy Weather (1977). Birdland jest jednym z najlepiej rozpoznawalnych utworów jazzowych lat 70. Jego wersje nagrali m.in. tacy artyści jak The Manhattan Transfer, Maynard Ferguson, Jon Hendricks (autor dopisanego później tekstu do utworu), Quincy Jones i Buddy Rich.
7 sierpnia 2007 Zawinul został hospitalizowany w rodzinnym Wiedniu, tydzień po powrocie z sześciotygodniowej trasy koncertowej po Węgrzech. Zmarł na raka 11 września 2007 w wieku 75 lat.
Został pochowany na Cmentarzu Centralnym w Wiedniu.

## Odznaczenia
- Wielka Srebrna Odznaka Honorowa za Zasługi dla Republiki Austrii (2007)[3]
- Austriacki Krzyż Honorowy Nauki i Sztuki I klasy (1993)[3]

## Dyskografia

### Płyty solowe
- To You with Love (1958)
- Money in the Pocket (1966)
- The Rise and Fall of the Third Stream (1968)
- Zawinul (1971)
- Di-a-lects (1986)
- My People (1996)
- Stories of the Danube (1996)
- Mauthausen - Vom großen Sterben hören (2000)
- Faces & Places (2002)
- Brown Street (2006)

### Z Diną Washington
- What a Difference a Day Makes (1960)
- Dinah Washington & Brook Benton - Two of Us (1960)

### Z Cannonballem Adderleyem
- Nancy Wilson and Cannonball Adderley (1961)
- In New York (1962)
- In Europe (1962)
- Jazz Workshop Revisited (1963)
- Nippon Soul (1963)
- Live! (1964)
- Fiddler on the Roof (1964)
- Domination (1965)
- Mercy, Mercy, Mercy! Live at 'The Club' (1966)
- 74 Miles Away/Walk Tall (1967)
- Why Am I Treated So Bad! (1967)
- Accent on Africa (1968)
- Country Preacher (1969)
- In Person (1970)
- The Price You Got to Pay to Be Free (1970)
- Experience in E, Tensity, Dialogues (1970)

### Z Milesem Davisem
- In a Silent Way (1969)
- Big Fun (1969)
- Bitches Brew (1970)
- Live-Evil (1971)
- Circle in the Round

### Z Weather Report
- Weather Report (1971)
- I Sing the Body Electric (1972)
- Live in Tokyo (1972)
- Sweetnighter (1973)
- Mysterious Traveller (1974)
- Tale Spinnin' (1975)
- Black Market (1976)
- Heavy Weather (1977)
- Mr. Gone (1978)
- 8:30 (1979)
- Night Passage (1980)
- Weather Report (1982)
- Processionn (1983)
- Domino Theory (1984)
- Sportin' Life (1985)
- This is This! (1986)
- Live and Unreleased (2002)
- Forecast: Tomorrow (2006)

### Z Zawinul Syndicate
- The Immigrants (1988)
- Black Water (1989)
- Lost Tribes (1992)
- World Tour (1997)
- Joe Zawinul & The Zawinul Syndicate - Vienna Nights - Live at Joe Zawinul’s Birdland (2005)
- 75th (2008)

### ZFriedrichem Guldą
- Music for Two Pianos - mit Friedrich Gulda: Brahms' Variationen über ein Thema von Haydn • WDR Big Band Köln (2006)

Źródło